# Kolno (Landgemeinde)
Die gmina wiejska Kolno ist eine eigenständige Landgemeinde in Polen im Powiat Kolno in der Woiwodschaft Podlachien. Ihr Sitz befindet sich in der Stadt Kolno (belarussisch Кольна, Kolna).

## Geographie

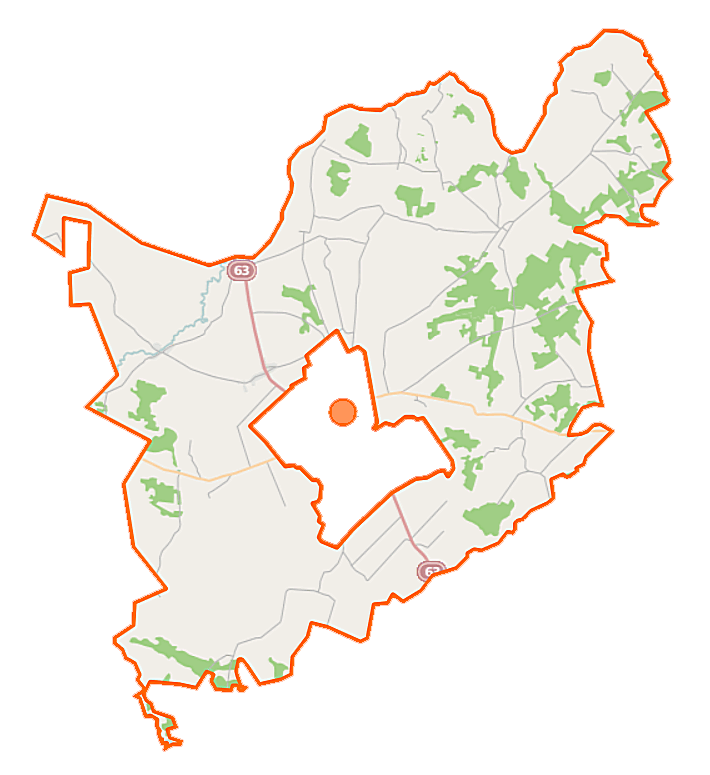
Karte der Landgemeinde

Die Landgemeinde umfasst die Stadt Kolno vollständig.

## Geschichte
Stadt- und Landgemeinde Kolno wurden im Februar 1991 zur Stadt-und-Land-Gemeinde (gmina miejska-wiejska) zusammengelegt. Zum 1. Januar 1992 wurde diese in zwei unabhängige Gemeinden getrennt. Von 1975 bis 1998 gehörte das Gemeindegebiet zur Woiwodschaft Łomża.

## Gliederung
Die Landgemeinde (gmina wiejska) Kolno, zu der die Stadt Kolno selbst nicht gehört, hat eine Fläche von 282,13 km², auf der (Stand: 31. Dezember 2020) 8498 Menschen leben. Sie besteht aus 45 Schulzenämtern (sołectwoa) und 46 Ortschaften:
- Bialiki
- Borkowo
- Brzozowo
- Brzózki
- Czernice
- Czerwone
- Danowo
- Filipki Duże
- Filipki Małe
- Gietki
- Glinki
- Górskie
- Górszczyzna
- Gromadzyn-Wykno
- Janowo
- Kiełcze-Kopki
- Kolimagi
- Kossaki
- Kowalewo
- Koziki-Olszyny
- Kozioł
- Kumelsk
- Lachowo
- Łosewo
- Niksowizna
- Obiedzino
- Okurowo
- Pachuczyn
- Rupin
- Rydzewo-Świątki
- Stare Kiełcze
- Stary Gromadzyn
- Tyszki-Łabno
- Tyszki-Wądołowo
- Truszki-Kucze
- Truszki-Patory
- Truszki-Zalesie
- Waszki
- Wincenta
- Wszebory
- Wścieklice
- Wykowo
- Zabiele
- Zabiele Zakaleń
- Zaskrodzie
- Żebry

Ein weiterer Ort der Gemeinde ist Laskowiec.